# Naoko Hashimoto
Naoko Hashimoto (japanska: 橋本直子), född 11 juli 1984 i Okayama, Japan, är en volleybolltränare och tidigare aktiv spelare (passare). Hashimoto är för närvarande instruktör vid Sveriges riksidrottsgymnasium för volleyboll (Ållebergsgymnasiet) samt förbundskapten för Sveriges U17-flicklandslag i volleyboll.
Hashimoto började sin klubbkarriär i Hisamitsu Springs 2003. Hon spelade med fram till 2009, varefter hon flyttade till Sverige och Engelholms VS mellan 2009 och 2011. Där var hon en av Elitseriens största profiler och utsågs till både årets spelare och årets passare. Under de följande tio åren spelade hon för ett stort antal klubbar på hög nivå i Asien och Europa. Hon rekryterades 2021 till riksidrottsgymnasiet och trappade i samband med det ned sitt spel från spel i Azzurra Volley Firenze i italienska serie A1 (en av världens tuffaste ligor) till spel med Göteborg VBK i division 1 (näst högsta serien).
Hon spelade för Japans landslag och tog med dem silver vid asiatiska mästerskapet 2013.
Efter avslutad spelarkarriär har hon arbetat som (assisterande) volleybolltränare, sedan 2024 för Engelholms VS.